# Björn Berggren
Björn Berggren, född 16 juli 1936 i Herrljunga, är en av de första idrottsagenterna i Sverige och lokalpolitiker i Mariestads kommun.
Han har bland annat varit agent för Ralf Edström, Lennart "Hoa-Hoa" Dahlgren, Ingemar Stenmark, Björn Borg och Frank Andersson.
Björn Bergren är upphovsman till många företeelser inom idrott och nöje genom sin agentverksamhet. Till dessa hör idrottarnas fackliga organisering, samarbete med olika idrottsförbund för att dra in pengar och det så kallade "Stjärnlaget" i fotboll, som många idrottsföreningar före Bingo-Lottos tid använde för att dra in pengar till sina verksamheter. Han myntade även idrottsuttrycket 56:orna när han sammanförde Björn Borg, Ingemar Stenmark, Linda Haglund och Frank Andersson i olika jippon. 
Under 2000-talet gav sig Björn Berggren in i lokalpolitiken och var med och startade Mariestadspartiet. 
År 2009 gav Berggren ut boken Vad döljer sig bakom stjärnorna? (ISBN 978-91-633-5726-8). Boken handlar till stor del om Björns vänner inom idrotten och artistbranschen, men även om tiden som politiker och hans egen turbulenta familjesituation under 1980- och 1990-talet.
2014 gavs hans bok Glädje och allvar under ett halvt sekel i Mariestad, Vänerns Pärla ut.